# Ledermanniella monandra
Espèce
Ledermanniella monandra C.Cusset est une espèce de plantes à fleurs du genre Ledermanniella et de la famille des Podostemaceae selon la classification phylogénétique.

## Répartition
Ledermanniella monandra est une plante endémique du Cameroun. 